# 柳林观音庙
柳林观音庙，位于山西省吕梁市柳林县城西10公里的薛村镇薛村河南古神坡，是中华人民共和国山西省文物保护单位之一。
1996年1月12日，授予山西省文物保护单位，是一座古建筑。